# ジョン・スペンサー (第5代スペンサー伯爵)
第5代スペンサー伯爵ジョン・ポインツ・スペンサー（英: John Poyntz Spencer, 5th Earl Spencer, KG, PC、1835年10月27日 - 1910年8月13日）はイギリスの政治家、貴族。
1845年から1857年までオールトラップ子爵（Viscount Althorp）の儀礼称号を使用した。

## 経歴
1835年に第4代スペンサー伯爵フレデリック・スペンサーの長男としてロンドンで誕生。母はその妻ジョージアナ・ポインツ。
ハーロー校を経てケンブリッジ大学トリニティ・カレッジで学ぶ。
1857年3月に南ノーザンプトンシャー選挙区の自由党庶民院議員に当選するも、同年12月にスペンサー伯爵位を継承し、貴族院議員に転じる。
1858年にフレデリック・チャールズ・ウィリアム・シーモア（Frederick Charles William Seymour）の娘であるシャーロットと結婚した。
ストール宮内官として1859年から1861年までヴィクトリア女王の王配アルバートに仕え、ついで1862年から1866年まで皇太子エドワードに仕えた。1865年にガーター勲章を受勲する。
1869年から1874年まで第1次グラッドストン内閣のアイルランド総督を務める。第2次グラッドストン内閣では1880年から1883年まで枢密院議長を務め、1882年から1885年までアイルランド総督に再任する。
この後の短期間の野党時代に自由党党首ウィリアム・グラッドストンはアイルランド自治の方針を固めた。これに党内ホイッグ貴族派の領袖ハーティントン侯爵が強く反発し、彼は1886年1月末に成立した第3次グラッドストン内閣への入閣を拒否した。スペンサー卿もホイッグ派だが、彼はグラッドストンを支持して入閣を了承した。
第3次グラッドストン内閣には枢密院議長として入閣した。自由党はアイルランド自治法案をめぐって自治賛成派と反対派に分裂したが、スペンサー卿は「総督としての経験から言って、アイルランドには自治を与える以外に解決策がない」として法案を支持した。しかし自由党議員が多く造反した結果、法案は否決され、解散総選挙にも敗れた結果、第3次グラッドストン内閣は短命政権に終わった。
1892年6月末に成立した第4次グラッドストン内閣には海軍大臣として入閣した。グラッドストンはスペンサー卿に第2代グランヴィル伯爵のような穏健派としての役割を期待していたが、この時期に閣内で起こった海軍軍拡論争では軍拡に反対するグラッドストンに協力しなかった。孤立したグラッドストンは1893年3月に辞職した。退任にあたってグラッドストンはスペンサー卿を後任の首相に推そうと考えていたというが、女王は慣例に反して退任する首相への次期首相への下問をせず、独断で外相第5代ローズベリー伯爵に組閣の大命を下したため、スペンサー卿の首相就任は沙汰やみとなった。
ローズベリー伯爵内閣でも引き続き海軍大臣に在職した。中国分割をめぐってロシアとフランスが極東における海軍力を急速に増強していることを念頭に、極東にも二国基準（露仏両国の海軍力よりも上の海軍力を目指す）を導入することを決定した。これについてスペンサー卿は「イギリスは極東でも露仏の海軍共同を恐れる理由はない。イギリス駐中国艦隊は露仏両国の海軍力の合計よりも相対的に強力である」と自負した。
1901年から1907年までコーンウォール公領会議議員、コーンウォール公璽尚書（Keeper of the Privy Seal of the Duke of Cornwall）を務める。

1910年に死去。子がなかったため、異母弟のチャールズが爵位と家督を相続した。

## 栄典

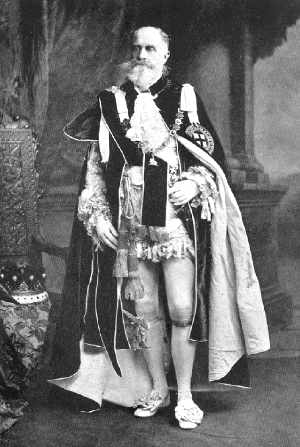
ガーター勲章のローブを纏うスペンサー卿

### 爵位
- 1857年12月27日、第5代スペンサー伯爵（1765年創設グレートブリテン貴族爵位）[2]
- 1857年12月27日、第5代スペンサー子爵（1761年創設グレートブリテン貴族爵位）[2]
- 1857年12月27日、第5代オールトラップ子爵（1765年創設グレートブリテン貴族爵位）[2]
- 1857年12月27日、第5代スペンサー男爵（1761年創設グレートブリテン貴族爵位）[2]

### 勲章
- 1865年1月14日、ガーター勲章士（KG）[2]

### その他
- 1859年7月6日、枢密顧問官（PC）[2]